# Polemo
Polemo was een organisatie die zich bezighield met het steunen van hiphopartiesten in Vlaanderen en Nederland en hoofdzakelijk met het organiseren van wedstrijden in de verschillende elementen van hiphop.

## Polemo 1
Polemo begon in de zomer van 2004 met het organiseren van een evenement met MC-battles, beatboxbattles en dj-battles in het dorpje Essen.
- Winnaar van de MC-battle werd Rasss in de finale tegen Twan.
- Winnaar van de beatboxbattle werd Roustix in de finale tegen Copyc@.
- Winnaar van de dj-battles werd Crossfingaz in de finale tegen Mr Smith.

De avond werd afgesloten met optredens van Spokesmen, Outspoken Members, de breakcrew Rafaga de Viento en de dj's van Skratchofrenikz.

## Polemo 2 - Bekvechteditie
In de zomer van 2005 werd er besloten na het succes van het jaar ervoor dit nogmaals te doen. Dit keer werden de dj-battles even achterwege gehouden en werden er enkel MC-battles en beatboxbattles gehouden:
- Winnaar van de MC-battle werd net als bij Polemo I Rasss en deze keer in de finale tegen Nezk.
- Winnaar van de beatboxbattle werd net als bij Polemo I Roustix en deze keer in de finale tegen Nature.

De avond werd afgesloten met optredens van Beatoxic en dj's Stiz-O & Dauw.

## Polemo e-Battles 1
Een paar maanden na Polemo II besloot Polemo ook online battles te gaan houden en startte het een website met een forum op.
Hierop werden in de herfst van 2005 vier zogenaamde e-battles gehouden, respectievelijk voor MC's, beatboxers, beatcreators en graffitikunstenaars.
In de zomer van 2006 kwam daar ook een eerste 'Crew e-Battle' bij.
- Winnaar van MC e-Battle 1 werd T.O.R. in de finale tegen Crack_Bek.
- Winnaar van Beatbox e-Battle 1 werd Uruz in de finale tegen Cristall.
- Winnaar van Beat e-Battle 1 werd Uruz in de finale tegen Rikers.
- Winnaar van Graffiti e-Battle 1 werd Splitsoo in de finale tegen Kram.
- Winnaar van Crew e-Battle 1 werd Phatmark in de finale tegen D.U.C.K-Tape.

## Polemo 3 - Straateditie
In de zomer van 2006 ging Polemo een keer een andere toer op. Dit keer werden er graffiti-, breakdance- en crewbattles gehouden.
Polemo III was een van de tenten op de Kalmthoutse straatfeesten, een succesvol cultuurfestival.
- Winnaar van de graffitibattle werd Bird met op de tweede plaats Kram.
- Winnaar van de breakdancebattle werd Sam in de finale tegen Jorg.
- Winnaar van de crewbattle werd Uberdope met op de tweede plaats De Predikanten.

De avond werd afgesloten met optredens van beatboxers Roxor Loops, Fatty K, Roustix, Stischa, Beatoxic en Scale, rapper GrootMeester Jan en dj's GSP & LS.

## Polemo Volume 1uid
In de lente van 2006 bracht Polemo een verzamel-cd uit met tal van artiesten uit Nederland en Vlaanderen.
Artiesten op de cd zijn:
Nihilisten - Phillibustas - DJ Dulac ft Miss Malfliet - Jay Tee - Engel, Maestro Mikel & Lucky - Meza ft Kinsman - Mellow P - Stepper & Crack_bek - Saalk - Skillz Attack - Crack_Bek vs T.O.R. - Rikers - Cristall - Uruz - Mr Zoom Zoom & Mellow P - Onverwachts - RSF ft -Anna - Letzl (A.M.O.K)

## Polemo e-Battles 2
In de overbruggingsperiode van 2006-2007 werden er weer e-battles gehouden. Deze keer voor MC's, beatboxers, beatcreators en graffitikunstenaars.

## Polemo 4
Polemo had een positieve indruk nagelaten bij de Kalmthoutse straatfeesten en daardoor werd er besloten Polemo vanaf nu steeds te laten doorgaan op dit festival. In de editie van 2007 werden MC-, beatbox-, graffiti- en breakdancebattles gehouden.
- Winnaar van de beatboxbattle werd Fatty K in de finale tegen Roustix
- Winnaar van de MC-battle werd Festak in de finale tegen Lerremy

## Polemo 5 - Papa-Meza-editie
Een paar dagen voor Polemo 5 werd hoofdorganisator Meza (Tim Konings) vader van een flinke zoon Joppe. Dit was natuurlijk op voorhand al geweten en hierdoor werd de scepter dit jaar even doorgegeven aan zijn broer Uruz (Wouter Konings).

## Polemo 6 - Winnaarseditie
2009 zou het laatste jaar worden van Polemo. Polemo 6 werd dan ook meteen een editie waar je tal van winnaars van de vorige edities kon terugzien. Maar ook nu werd er nog een beatboxbattle gehouden omdat dit het meeste succes had van alle categorieën.
- Winnaar van de beatboxbattle werd BBG in de finale tegen MC Sammy (aka Copyc@)

Verder waren er vertoningen van winnaars uit de Polemogeschiedenis:
Bird, Sam met Team Shmetta, DJ Crossfingaz, Uberdope